# Carl de Nys
Carl de Nys (* 26. März 1917 in Eupen; † 4. April 1996 in Valprivas, Arrondissement Yssingeaux) war ein belgisch-französischer Musikwissenschaftler, Musikjournalist, Musikherausgeber und katholischer Priester.

## Leben
In seiner Heimatstadt Eupen in Ostbelgien, wo man in vielen Straßen vom 18. Jahrhundert auf Schritt und Tritt beeinflusst wird, wuchs Carl de Nys als Sohn des gleichnamigen Amtsgerichtsrates und Enkel des ehemaligen Trierer Oberbürgermeisters Karl de Nys auf. Seine Heimat war seit Jahrhunderten verschiedenen Herrscherländern zugehörig, dies führte ihn wahrscheinlich zu den vergessenen europäischen Komponisten von Spanien bis Böhmen. So verdanken wir ihm die Eurovisionsmelodie aus dem Te Deum von Marc-Antoine Charpentier, welches er bei seinen Forschungen wiederentdeckt hatte.
Nach dem Besuch des Collège Patronné in Eupen und dem Abitur am Jesuiten-Kolleg im benachbarten Verviers, studierte er ab 1935 Philosophie an der Universität von Namur und ab 1937 Theologie am Priesterseminar in Saint-Dié-des-Vosges sowie Sprachwissenschaften an der Universität Nancy. Die Priesterweihe empfing er in Saint-Dié am 11. September 1941 durch Bischof Émile Blanchet, den späteren Rektor der Katholischen Universität Paris. Ab 1942 unterrichtete de Nys mehrere Jahre Literatur und Philologie in Épinal. 1944 war er mit der Zustimmung seines Bischofs für den Nachrichtendienst des alliierten Oberkommandos (SHAEF) tätig.

## Wirken für die Musik
Seine zwischen 1944 und 1952 entstandenen Aufsätze, Schriften und Übersetzungen, zu denen er sich nach der Begegnung mit dem Schweizer Pianisten und Komponisten Edwin Fischer angespornt fühlte, erschienen noch unter dem Pseudonym Charles-Marie de Boncourt. Mit dem Einverständnis der Kirche konnte er ab 1952 sein Wirken ausschließlich der Musik widmen und ließ sich in Paris nieder.
Als leidenschaftlicher Forscher durchstöberte er Europa nach verschollenen Manuskripten vergessener Komponisten oder nach vernachlässigten Werken von Johann Sebastian Bach, Joseph Haydn und Michael Haydn sowie Mozart. Durch zahlreiche Aufsätze vertiefte er das Wissen über die profane und kirchliche Musik des Salzburger Wunderkindes. Im Musikverlag Doblinger (Wien) war er Herausgeber mehrerer Mozart-Werke.
De Nys kam 1958 zu den Aufnahmestudios „Centre d’Enregistrement des Champs-Elysées“ des Toningenieurs André Charlin, wo er als musikwissenschaftlicher Berater die Einspielungen zahlloser unbekannter Werke, vielfach für das von ihm mitbegründete Schallplattenlabel Harmonia Mundi und für das französische Plattenlabel Erato (1954–2001), einspielen ließ. Auch betreute er die Serie Musica Rara für das Düsseldorfer Label Koch-Schwann. Dieses Wirken brachte den von ihm als Aufnahmeleiter gemachten Einspielungen zahlreiche Schallplattenpreise ein. Von den Bemühungen der Musiker, eine optimale Aufnahmequalität zu erreichen, zeugt die langjährige Zusammenarbeit mit Helmut Müller-Brühl und seinem Kölner Kammerorchester.
Ab Mitte der 1960er Jahre wurde die Musikwissenschaft an französischen Universitäten anerkannt. Obschon der Institution nicht angehörend, wurde de Nys von der damaligen Universität Lyon-Saint-Étienne als erster Lehrbeauftragter für den neu gegründeten Studiengang Musicologie eingesetzt.
Seine belgische Heimat lag ihm weiterhin am Herzen, so betreute er ab 1970 die von dem Lütticher Notar Albert Jeghers initiierte und bis heute fortgeführte Aufnahmereihe „Musique en Wallonie“. In diesem Projekt leitete er unter anderem mit dem aus seiner Heimatstadt stammenden Organisten und Dirigenten Hubert Schoonbroodt zahlreiche Einspielungen von wallonischen Komponisten des 17., 18. und 19. Jahrhunderts. De Nys war lange Zeit künstlerischer Leiter beim Festival de Wallonie. Während eines Zeitraums von über 40 Jahren berichtete er alljährlich, unter anderem für die Musikzeitschrift Diapason, von den Aufführungen der Salzburger Festspiele, den Bregenzer Festspielen oder dem Festival d’Aix-en-Provence.
Seine besondere Liebe zur Barockmusik hinderte ihn nicht daran, sich auch zeitgenössischen Komponisten zuzuwenden, so dem Werk von Joachim Havard de la Montagne, in dessen Schaffen er alle expressiven Eigenschaften der postromantischen Musik fand. In diesem Sinne ermunterte er 1956 André Jolivet, sein Oratorium La vérité de Jeanne zu komponieren.
In der Auvergne widmete sich Carl de Nys dem „Centre culturel musical“ von Valprivas, das er 1960 mit der Pianistin Hélène Salomé gegründet hatte. Hier leitete er die weltweit ersten Tonträgereinspielungen mit Werken von George Onslow, dem in Clermont-Ferrand geborenen englischen Komponisten, den er als den ersten französischen Romantiker bezeichnete. In Valprivas erhielt der Platz, an dem das ehemalige Kulturzentrum liegt, den Namen „Place Carl de Nys“.
Sein Wissen gab er weltweit in Vorträgen an Fachpublikum weiter sowie in Sendungen deutscher Rundfunkanstalten wie dem Saarländischen Rundfunk, als Produzent einer eigenen Sendereihe beim belgischen Rundfunksender RTBF und bei weiteren französischen und belgischen Rundfunk- und Fernsehanstalten.

## Veröffentlichungen
- zahllose Aufsätze in Musikfachzeitschriften (u. a. Diapason) und Enzyklopädien (u. a. Grove)
- mehr als 800 Begleitaufsätze für Schallplattenhüllen
- Co-Autor verschiedener Bücher
- 1957 Sinfonia sacra I
- 1960 La discothèque idéale, 470 S. (Presses Universitaires de France, Paris)
- 1980 La Cantate, ISBN 978-2-13036482-5
- 1982 La musique religieuse de Mozart, ISBN 978-2-13037261-5